# 2006年冬季奥林匹克运动会荷兰代表团
荷蘭於2006年意大利都靈冬季奧運中總運動員人數為35位，並參與4個不同的項目。該國在該屆冬奧共收穫3枚金牌、2枚銀牌和4枚銅牌，全部來自於速度滑冰項目。

## 得獎項目

### 速度滑冰
- 女子個人3000米  4:02.42
- 女子個人3000米  4:02.48
- 男子個人5000米  6:14.40
- 男子團體賽  3:44.53
- 男子個人1000米  1:09.52

|      | 金牌 | 銀牌 | 銅牌 | 總數 |
| ---- | ---- | ---- | ---- | ---- |
| 荷蘭 | 1    | 2    | 2    | 5    |

## 外部連結
- 瑞典代表團網頁[]